# The Avett Brothers
The Avett Brothers is een Amerikaanse folkband uit Concord. De band werd in 2000 opgericht en bestaat tegenwoordig uit de broers Seth en Scott Avett, Bob Crawford en Joe Kwon. 

## Geschiedenis
De band komt voort uit de rockband Nemo, het schoolproject van Scott Avett. Avett begon met het experimenteren van akoestische muziek en richtte daarna met zijn broer Seth Avett The Avett Brothers op.

## Discografie

### Studioalbums[1]
- Country Was (2002)
- A Carolina Jubilee (2003)
- Mignonette (2004)
- Four Thieves Gone (2006)
- Emotionalism (2007)
- I and Love and You (2009)
- The Carpenter (2012)
- Magpie and the Dandelion (2013)
- True Sadness (2016)
- Closer Than Together (2019)
- The Avett Brothers (2024)